# کلیسورا (سوردولیتسا)
کلیسورا (به صربی: Klisura) یک منطقهٔ مسکونی در صربستان است که در سوردولیکا واقع شده‌است. کلیسورا ۳۳۲ نفر جمعیت دارد.